# Leichtathletik-Länderkampf der Männer 1976 Schweiz – BR Deutschland
| 11. Leichtathletik-Länderkampf mit bundesdeutscher Beteiligung 1976 | 11. Leichtathletik-Länderkampf mit bundesdeutscher Beteiligung 1976 |
| ------------------------------------------------------------------- | ------------------------------------------------------------------- |
|                                                                     |                                                                     |
| Ländervergleich der Männer: Schweiz – BR Deutschland                |                                                                     |
| Austragungsort                                                      | Zürich                                                              |
| Wettbewerbe                                                         | 17                                                                  |
| Datum                                                               | 9./10. Juli                                                         |
| 1. FRG 2. SUI                                                       | 116 Punkte 078 Punkte                                               |
| Chronik                                                             |                                                                     |
| ← CSK-FRG-FRA-ITA 00Marathon (M)                                    | SUI-FRG (F) →                                                       |

Im elften Vergleich des Länderkampfjahres 1976 trafen die bundesdeutschen Männer wieder einmal auf die Leichtathleten aus dem Nachbarland Schweiz. Am 9./10. Juli war Zürich Ausrichter dieser Begegnung. Ohne Zählung der Geher-, Straßenlauf- und Zehnkampf-Begegnungen sowie Vergleichen mit mehr als zwei beteiligten Ländern war dies das 31. Aufeinandertreffen der beiden Teams in einem Zweiländerkampf. In fast all diesen traditionellen Wettkämpfen der beiden Nationen hatte Deutschland gesiegt, nur 1955 hatte die Schweiz vorne gelegen, als die Bundesrepublik gleichzeitig noch zwei weitere Vergleiche mit den Niederlanden und mit Dänemark durchgeführt und damit drei verschiedene Teams zu stellen hatte. Die Frauen der beiden Länder trugen parallel ebenfalls in Zürich einen eigenen Vergleich aus.

## Modus
Das Programm sah diesmal etwas anders aus als in Länderkämpfen üblich. Anstelle des Rennens über 1500 Meter wurde ein Lauf über eine Meile (1609,34 Meter) ausgetragen. Statt der beiden Langstreckenläufen über 5000 und 10.000 Meter gab es nur einen Wettkampf über zwei Meilen (3 218,688 Meter). Auch bei den Staffeln wurde gekürzt, die 4-mal-400-Meter-Staffel entfiel. Im Bereich der technischen Disziplinen fehlte der Speerwurf. So standen hier nur siebzehn Wettbewerbe im Angebot. Am Start waren zwei Teilnehmer je Land und Wettbewerb. Die Punkte wurden standardmäßig verteilt.

## Ergebnis
Das bundesdeutsche Team zeigte sich durchweg überlegen. Es gewann sieben Einzelläufe, die Schweiz kam hier zu zwei Disziplinsiegen. Die einzige Staffel, die über 4-mal-100-Meter ausgetragen wurde, entschieden die Sprinter aus der Schweiz für sich. Gut mithalten konnten die Schweizer Vertreter bei den Sprüngen, von denen sie wie ihre bundesdeutschen Gegner zwei für sich verbuchten. Allerdings lag die Bundesrepublik hier mit einem Doppelerfolg ebenfalls knapp vorn. Die drei Wettbewerbe im Bereich Wurf/Stoß gingen ohne Ausnahme an die bundesdeutschen Athleten. So gab es auch in diesem Jahr mit 116 zu 78 Punkten einen deutlichen Länderkampferfolg für die Bundesrepublik Deutschland.

## Resultate

### 100 m
| Platz | Athlet              | Land | Zeit (s) |
| ----- | ------------------- | ---- | -------- |
| 1     | Dieter Steinmann    | FRG  | 10,64    |
| 2     | Klaus-Dieter Bieler | FRG  | 10,65    |
| 3     | Jean-Marc Wyss      | SUI  | 10,74    |
| 4     | Franco Fähndrich    | SUI  | 10,83    |

Datum: 9. Juli

### 200 m
| Platz | Athlet           | Land | Zeit (s) |
| ----- | ---------------- | ---- | -------- |
| 1     | Peter Muster     | SUI  | 20,93    |
| 2     | Dieter Steinmann | FRG  | 21,36    |
| 3     | Franco Fähndrich | SUI  | 21,64    |
| 4     | Robert Tempel    | FRG  | 21,70    |

Datum: 10. Juli

### 400 m
| Platz | Athlet           | Land | Zeit (s) |
| ----- | ---------------- | ---- | -------- |
| 1     | Karl Honz        | FRG  | 46,50    |
| 2     | Bernd Herrmann   | FRG  | 46,61    |
| 3     | Dieter Schönberg | SUI  | 47,94    |
| 4     | Urs Kamber       | SUI  | 48,55    |

Datum: 9. Juli

### 800 m
| Platz | Athlet             | Land | Zeit (min) |
| ----- | ------------------ | ---- | ---------- |
| 1     | Willi Wülbeck      | FRG  | 1:45,75    |
| 2     | Josef Schmid       | FRG  | 1:47,11    |
| 3     | Karl Schönenberger | SUI  | 1:48,51    |
| 4     | Gerard Vonlanthen  | SUI  | 1:48,74    |

Datum: 10. Juli

### 1 Meile
| Platz | Athlet              | Land | Zeit (min) |
| ----- | ------------------- | ---- | ---------- |
| 1     | Thomas Wessinghage  | FRG  | 3:55,7     |
| 2     | Rolf Gysin          | SUI  | 3:55,9     |
| 3     | Paul-Heinz Wellmann | FRG  | 3:56,7     |
| 4     | Werner Meier        | SUI  | 4:15,8     |

Datum: 9. Juli
1 Meile = 1609,34 Meter

### 2 Meilen
| Platz | Athlet                  | Land | Zeit (min) |
| ----- | ----------------------- | ---- | ---------- |
| 1     | Klaus-Peter Hildenbrand | FRG  | 8:31,6     |
| 2     | Markus Ryffel           | SUI  | 8:33,7     |
| 3     | Detlef Uhlemann         | FRG  | 8:35,9     |
| 4     | Kurt Hurst              | SUI  | 8:55,4     |

Datum: 10. Juli
2 Meilen = 3 218,688 Meter

### 110 m Hürden
| Platz | Athlet              | Land | Zeit (s) |
| ----- | ------------------- | ---- | -------- |
| 1     | Beat Pfister        | SUI  | 14,25    |
| 2     | Roberto Schneider   | SUI  | 14,41    |
| 3     | Guido Kratschmer    | FRG  | 14,44    |
| 4     | Hans-Walter Schmitt | FRG  | 14,51    |

Datum: 9. Juli

### 400 m Hürden
| Platz | Athlet           | Land | Zeit (s) |
| ----- | ---------------- | ---- | -------- |
| 1     | Rolf Ziegler     | FRG  | 49,61    |
| 2     | François Aumas   | SUI  | 50,61    |
| 3     | Peter Haas       | SUI  | 51,72    |
| 4     | Dieter Friedrich | FRG  | 51,93    |

Datum: 10. Juli

### 3000 m Hindernis
| Platz | Athlet           | Land | Zeit (min) |
| ----- | ---------------- | ---- | ---------- |
| 1     | Michael Karst    | FRG  | 8:39,0     |
| 2     | Willi Maier      | FRG  | 8:39,4     |
| 3     | Hanspeter Wehrli | SUI  | 8:40,4     |
| 4     | Bruno Lafranchi  | SUI  | 9:02,6     |

Datum: 10. Juli

### 4 × 100 m Staffel
| Platz | Besetzung      | Land                                                            | Zeit (s) |
| ----- | -------------- | --------------------------------------------------------------- | -------- |
| 1     | Schweiz        | Franco Fähndrich Urs Gisler Hansjörg Ziegler Peter Muster       | 39,92    |
| 2     | BR Deutschland | Friedhelm Heckel Klaus-Dieter Bieler Dieter Steinmann Klaus Ehl | 39,99    |

Datum: 10. Juli

### Hochsprung
| Platz | Athlet           | Land | Höhe (m) |
| ----- | ---------------- | ---- | -------- |
| 1     | Paul Gränicher   | SUI  | 2,10     |
| 2     | Wolfgang Killing | FRG  | 2,10     |
| 3     | Walter Boller    | FRG  | 2,05     |
| 4     | Daniel Bleurer   | SUI  | 2,00     |

Datum: 10. Juli

### Stabhochsprung
| Platz | Athlet           | Land | Höhe (m) |
| ----- | ---------------- | ---- | -------- |
| 1     | Wolfgang Mohr    | FRG  | 5,30     |
| 2     | Günther Lohre    | FRG  | 5,20     |
| 3     | Felix Böhni      | SUI  | 5,00     |
| 4     | Martin Schnöller | SUI  | 4,80     |

Datum: 10. Juli

### Weitsprung
| Platz | Athlet             | Land | Weite (m) |
| ----- | ------------------ | ---- | --------- |
| 1     | Rolf Bernhard      | SUI  | 7,99      |
| 2     | Hans Baumgartner   | FRG  | 7,85      |
| 3     | Hans-Jürgen Berger | FRG  | 7,57      |
| 4     | Elmar Sidler       | SUI  | 7,06      |

Datum: 9. Juli

### Dreisprung
| Platz | Athlet           | Land | Weite (m) |
| ----- | ---------------- | ---- | --------- |
| 1     | Wolfgang Kolmsee | FRG  | 16,01     |
| 2     | Richard Kick     | FRG  | 15,23     |
| 3     | Heinz Born       | SUI  | 14,85     |
| 4     | Ruedi Dörig      | SUI  | 14,78     |

Datum: 9. Juli

### Kugelstoßen
| Platz | Athlet            | Land | Weite (m) |
| ----- | ----------------- | ---- | --------- |
| 1     | Ralf Reichenbach  | FRG  | 20,44     |
| 2     | Jean-Pierre Egger | SUI  | 19,71     |
| 3     | Gerhard Steines   | FRG  | 17,80     |
| 4     | Rudolf Andereggen | SUI  | 16,40     |

Datum: 10. Juli

### Diskuswurf
| Platz | Athlet          | Land | Weite (m) |
| ----- | --------------- | ---- | --------- |
| 1     | Hein-Direck Neu | FRG  | 62,78     |
| 2     | Alwin Wagner    | FRG  | 61,88     |
| 3     | Heinz Schenker  | SUI  | 52,72     |
| 4     | Alfred Diezi    | SUI  | 48,36     |

Datum: 10. Juli

### Hammerwurf
| Platz | Athlet          | Land | Weite (m) |
| ----- | --------------- | ---- | --------- |
| 1     | Karl-Hans Riehm | FRG  | 76,44     |
| 2     | Walter Schmidt  | FRG  | 75,38     |
| 3     | Roger Schneider | SUI  | 59,24     |
| 4     | Kurt Schütz     | SUI  | 54,50     |

Datum: 10. Juli